# الموناستر لا رییل
الموناستر لا رییل (به اسپانیایی: Almonaster la Real) یک شهرستان در اسپانیا است.

## خصوصیات
الموناستر لا رییل ۳۲۲ کیلومترمربع مساحت و ۱٬۸۰۵ نفر جمعیت دارد.